# Ólga Vasdéki
Ólga Vasdéki (grekiska: Όλγα Βασδέκη), född den 26 september 1973 i Volos, är en grekisk före detta friidrottare som tävlade i tresteg.
Vasdéki tillhörde pionjärerna inom tresteg för kvinnor och var i final vid VM 1997 där hon slutade på fjärde plats efter ett hopp på 14,62 m. Vid EM 1998 vann hon guld och vid VM 1999 slutade hon på tredje plats. 
Hon var i final vid Olympiska sommarspelen 2000 där hon slutade sjua. Även vid VM 2001 och vid Olympiska sommarspelen 2004 var hon i final och blev tolva respektive elva.

## Personliga rekord
- Tresteg - 14,67 meter